# Arischia
Arischia è una frazione dell'Aquila, posta ad un'altitudine di 860 metri s.l.m. e distante circa 9 km a nord-ovest dal centro storico del capoluogo. Il territorio arischiese confina a sud con la frazione di San Vittorino, a ovest con Pizzoli, a nord con il comune di Campotosto e a est con la frazione Collebrincioni. È attraversata dalla strada statale 80 del Gran Sasso di Italia anche denominata strada maestra del Parco che, passando per il Passo delle Capannelle, conduce a Teramo e a Giulianova. L’abitato, sito sulle pendici di Monte Omo, è diviso in quattro quarti: il Colle (dial. Ju Colle), la Villa (dial. La 'Illa), il Fossato (dial. Ju Fossatu) e la Piazza (dial. ‘nanzi alla Chiesa).

## Storia

### Origini
Le origini di Arischia sono tuttora molto incerte, tuttavia reperti archeologici ne testimoniano l'esistenza già in epoca romana, vista la vicinanza della città di Amiternum. Le rilevanti cisterne rinvenute sotto il pavimento dell'Abbazia di San Benedetto indicano la presenza sul luogo di grandi abitazioni romane, in particolare domus, che necessitavano di molta acqua. Il toponimo latino Ofinianus (derivato da Aufidius) colloca nelle immediate vicinanze del borgo i pascoli, le strutture e i fabbricati adibiti all'allevamento di Publio Aufidio Ponziano, ricordato da Varrone. Il territorio era attraversato trasversalmente dalla Via Caecilia.

### Epoca tardoantica: dalla caduta di Amiternum all'avvento di Farfa
Dopo la distruzione di Amiternum, anche il vicus di Arischia subì una lenta decadenza. dovuta alla mancanza delle strutture sociali e politiche amiternine e all'arrivo dei Longobardi. Negli stessi anni il luogo vede la prima ondata di cristianizzazione grazie all'opera dei monaci equiziani del vicino monastero di San Lorenzo di Marruci. Il primo nucleo della futura Abbazia di San Benedetto venne fondato proprio dai monaci di sant'Equizio sui ruderi delle antiche cisterne romane. In quel periodo iniziò a strutturarsi anche il toponimo, che nei documenti farfensi e aquilani si presentava nelle forme Ascle, Ariscla, Ariscle, Oriscola, Ariscola e, più tardi, Arischia. In lingua latina il toponimo è Ariscola e, di conseguenza, il nome degli abitanti è ariscolanus, -a, -um, -i, -ae, -a.
Nel 765 d. C. il gualdo di Arischia, per decreto del duca di Spoleto Teodicio, viene concesso all’Abbazia di Farfa.

### La rifondazione saracena, la diffusione dell'islam e il ritorno del cristianesimo
Dopo le vicissitudini legate alla presenza dei Longobardi e le distruzioni da essi compiute, nel IX secolo il territorio di Arischia viene visitato da una colonia di donne saracene, sopravvissute alla distruzione di Traetto, nel Garigliano, giunte sul luogo dopo aver attraversato la Valle del Liri, la Marsica e il Cicolano. L'arrivo delle donne saracene coincide con la rifondazione del paese e con l'introduzione dell'islam. Il passato islamico è riscontrabile nello stemma del paese, ovvero la mezzaluna e la stella, posto sui portali dell'abbazia di San Benedetto, sul portale della Madonna della Cona e su numerose abitazioni del borgo. Arischia dispone anche di un altro stemma molto vicino alla simbologia islamica, ovvero la mano aperta, che richiama chiaramente la Mano di Fatima. Su questo simbolo sono state avanzate ipotesi anche sulla sua probabile origine benedettina.
Il ritorno del cristianesimo avviene per opera dei benedettini che, avendo ormai inglobato definitivamente il movimento equiziano, ne ereditano anche i luoghi e i monasteri. I monaci ricostruiscono l'abbazia dedicandola a san Benedetto, organizzano la comunità monastica attorno a un abate, inaugurano un'economia basata principalmente sull'allevamento di ovini e ridanno impulso al ripopolamento del vecchio vicus, che gradualmente si struttura attorno al loro centro di culto. La popolazione arischiese che decise di convertirsi al cristianesimo rimase nel borgo, mentre coloro che vollero rimanere musulmani si spostarono ad est e fondarono un nuovo castello, Sarracciano, e i loro morti vennero sepolti nella Valle Saracena o del Ferone, una gola naturale rivolta a oriente. Della fortificazione di Sarracciano rimangono ancora resti importanti, che indicano una frequentazione del posto anche nella più tarda epoca normanna. È stato ipotizzato che questa roccaforte possa essere stata il castello di Arischia, tuttavia con molta probabilità questo doveva trovarsi sotto la chiesa di San Michele in una posizione più vicina all'attuale centro abitato.

### Il Medioevo
Nel 1156 il castello di Arischia, di origine longobarda, viene citato nel Catalogus Baronum insieme ad altri castelli del territorio amiternino e novertino (monterealese).
Nel 1254 partecipa attivamente alla fondazione della città dell'Aquila. Ad Arischia viene affidato una porzione di territorio nel quarto amiternino di San Pietro nel quale viene costruita l'Abbazia di San Benedetto intra moenia distrutta nel Novecento per far posto al Viale Duca degli Abruzzi. In questa chiesa avrà sede la confraternita di san Sebastiano.
Il 18 settembre 1379 il paese, entrato nelle lotte tra le famiglie dei Camponeschi e dei Pretatti, viene saccheggiato dalla soldataglia del nobiluomo aquilano Francesco Antonio Pretatti.
Nel tardo medioevo il paese diventa feudo delle famiglie Pica. Nel 1532 durante l'occupazione spagnola il feudo viene concesso ai capitani spagnoli Jayme Ros (morto senza eredi) e, successivamente, a Ferrando de Figueroa.
Dopo il periodo spagnolo la baronia di Arischia viene riacquistata dalla nobiltà aquilana.
Nel 1562 il nobile aquilano Giovanni Francesco Porcinari compra il feudo, che rimarrà di proprietà della famiglia fino al 1595.
Con l'estinzione del ramo arischiese dei Porcinari, il feudo passa nelle proprietà della famiglia Alfieri: Ascanio e, successivamente, Filippo Alfieri ne sono baroni fino al 1595.
Nel 1630 muore il barone Pirro Alfieri Ossorio e nel 1644 Arischia viene 'rilevato' dal figlio Alessandro, barone e cavaliere gerosolimitano
Nel 1647 gli arischiesi, sull'onda dei disordini diffusi nel Regno di Napoli, si ribellano al barone Lorenzo Alfieri Ossorio

### I terremoti del 1703
Il territorio di Arischia, insieme all'Alto Aterno e la conca aquilana, viene sconvolto dal terremoto dell'Aquila del 1703. Con la scossa del 14 gennaio nei pressi del borgo si formarono due aperture nel suolo dalle quali fuoriuscirono pietre e grandi quantità d'acqua, che formarono un piccolo bacino idrico. Il terremoto 2 febbraio 1703, stimato XI grado della scala Mercalli, viene classificato come completamente distruttivo. La quasi totalità dell’abitato venne rasa al suolo. Ad Arischia furono contate 400 vittime, buona parte delle quali perì nella chiesa parrocchiale, lì riunite per la celebrazione della Candelora. A causa del terremoto i fuochi censiti passarono da 283 a 247.

### Epoca moderna: il decreto del 1927 e il 1947
È stato uno dei borghi che contribuirono alla fondazione della città dell'Aquila e fino al 1927 è stato comune a sé stante.
Trattasi del Regio Decreto-legge del 29 luglio 1927 numero 1564 che prevede la soppressione e l'annessione al comune dell'Aquila degli Abruzzi dei comuni di Arischia, Bagno, Camarda, Lucoli, Paganica, Preturo, Roio, Sassa, nonché la frazione di San Vittorino del comune di Pizzoli. Nel 1947 Lucoli dopo essere stato per 20 anni una frazione dell'Aquila fu il solo a ritornare comune autonomo a differenza degli altri 7 comuni soppressi.
Secondo alcuni studi sarebbe stato originario del luogo lo scultore Silvestro de Ariscola vissuto nel secolo XV che lavorò al sepolcro di Maria Pereira moglie di Pietro Lalle Camponeschi nella basilica di San Bernardino.

### Terremoto del 2009
Arischia è uno dei borghi aquilani devastati dal terremoto del 6 aprile 2009. Nonostante non ci siano state vittime dovute a crolli di abitazione, il borgo è stato in parte distrutto dal sisma. Numerose abitazioni nelle zone Fossato e Colle sono state abbattute in seguito ai danni strutturali riportati e la chiesa parrocchiale è stata profondamente danneggiata, mentre la scuola elementare Crescenzo Taranta, inaugurata nel 1958, è stata abbattuta; la chiesa di San Benedetto è stata ricostruita nel 2015.

## Monumenti e luoghi d'interesse

### Architetture religiose

#### Abbazia di San Benedetto in Arischia
L'abbazia di San Benedetto è il monumento principale di Arischia, si trova al centro della frazione. La chiesa fu costruita nel XI secolo, come riportato nel Catalogus Baronum nel 1157, e viene edificata su una struttura più antica di epoca romana (molto probabilmente una domus), che ospitò la prima abbazia equiziana successivamente, con l'arrivo dei monaci benedettini, dedicata a san Benedetto. I sotterranei riscoperti nei primi anni del 2000, antiche cisterne domestiche, mostrano ancora la fattura romana del pregevole rivestimento in cocciopesto. La grandezza, l'ampiezza è l'altezza di questi ambienti ipogei fanno immaginare l'importanza del luogo al quale garantivano consistenti quantità di acqua. Per molti secoli questi locali sono stati utilizzati per la collocazione dei defunti della parrocchia.
La facciata presenta una cortina muraria rifinita con conci di pietra legati con malta. L'assetto compositivo esterno, con parte centrale con il coronamento a spioventi, riflette l'organizzazione degli spazi interni a tre navate. Ciascuna delle tre divisioni della facciata mostra un rosone, eccetto l'oculo centrale in sommità che ospita l'orologio. L'intaglio delle mostre lapidee di queste tre finestre induce a pensare all'eventuale presenza di trafori in pietra andati perduti per via di terremoti. La facciata ha vissuto vicende alterne di ricostruzione, tra le quali il riutilizzo grezzo di altro materiale dopo il terremoto della Marsica del 1915, e il successivo restauro del 1928. In alcune fotografie storiche pre-1927, la facciata si presentava assai manomessa, con la parte superiore ricostruita in mattoni in cotto, rispetto alla pietra bianca della parte inferiore. Successivamente i lavori di ripristino rimossero il finestrone centrale, inserendovi un orologio, e anche la sommità in seguito venne modificata con un rialzo centrale terminante a spioventi. Durante i lavori del dopo terremoto 2009 alla facciata, tra le pietre smontate sono state ritrovate alcune che sul retro presentano iscrizioni e fregi; su una di queste c'è la scritta "sumptibus" a indicare il committente. Il reperto sarebbe stato asportato dal pavimento, tagliato e rifinito per essere utilizzato per la facciata, e alcuni storici pensano che il pezzo di pietra appartenesse al pavimento originale dell'abbazia. Nella parte bassa della facciata sono presenti anche altri simboli: un'aquila, delle croci e il nodo di Salomone.
Alla base della facciata ci sono tre portali romanici, conservatisi perfettamente, con il tipico arco a tutto sesto e lunetta, in origine affrescata. Il portale principale è attribuito a Silvestro dell'Aquila, mentre i due laterali alla sua scuola. Con il tempo sugli architravi dei portali sono stati aggiunti titoli e dediche dei procuratori che ne hanno curato il restauro. Sopra ogni portale campeggia la mezzaluna e la stella stemma principale del paese.
La pianta longitudinale è a croce latina, con bracci del transetto sporgenti e abside rettangolare. L'interno a tre navate è stato completamente ricostruito dopo il terremoto del 1703 in stile tardo-barocco, mostrandosi in forme tuttavia tipicamente neoclassiche in seguito ad altri restauri. Un altro sisma che ha caratterizzato profondamente la storia dell'Abbazia è stato il terremoto del Gran Sasso 1950-1952: le scosse, comprese tra il marzo e il settembre 1950 provocarono diversi crolli che fecero chiudere lo stabile per dieci anni. I restauri successivi e gli aggiustamenti suggeriti dalla riforma liturgica del concilio Vaticano II portarono alla scomparsa di sette altari laterali e alla conservazione dei restanti cinque altari principali: l'altare dell'Addolorata; l'altare della Madonna del Rosario; l'altare maggiore; l'altare dei santi Benedetto e Scolastica e l'altare di sant'Antonio abate. Negli altari sono conservate tele dipinte da autori napoletani e romani rappresentanti l'ultima cena dell'altare maggiore, la Madonna del rosario, la tela di san Benedetto e Scolastica, il quadro di san Spiridione, le tele di sant'Antonio abate, sant'Agostino e sant'Emidio, san Carlo Borromeo e la Madonna con bambino tra i santi Gennaro e Gregorio armeno. Altre tele vennero realizzate nei secoli successivi. Il terremoto del 2009 ha nuovamente compromesso la struttura provocando numerosi crolli e lesioni. I restauri parziali che hanno interessato la chiesa hanno portato alla riscoperta di antichi affreschi.
Nella parte retrostante è presente la torre campanaria. Le pareti del campanile riportano le date di tutte le ricostruzioni della chiesa dopo i diversi terremoti che l'hanno colpita. Fino alla metà del XX secolo alla base della torre erano presenti tre croci, che danno anche il nome alla zona sottostante Le croci, in dialetto Le cruci.
Nei pressi della torre era presente fino al 2019 un'altra struttura di modeste dimensioni, la chiesola (in dialetto la chesciola), che doveva essere un locale attiguo e di servizio della vicina abbazia. Consistente in due locali posti su due piani, i locali posti al piano terra molto probabilmente dovettero ospitare nell'Ottocento le prigioni francesi. Durante la ricostruzione dei passati terremoti, lo spazio posto al primo piano è stato utilizzato come chiesa. La chiesola è stata in seguito demolita.

#### Chiesa della Madonna della Cona o del Poggio
Il titolo della chiesa viene dal particolare affresco della Madonna con bambino in trono, presente su quello che era l'altare maggiore. La parete sulla quale insiste presenta altri elementi di affresco, rappresentanti santi e sante di difficile identificazione. Nella chiesa è presente anche un altro altare dedicato alla santa croce. Sul portale della chiesa si affiancano il simbolo saraceno di Arischia e il trigramma bernardiniano. Fino al terremoto del 2009 la chiesa veniva utilizzata come cappella cimiteriale; in seguito ai danni del terremoto del 2009 è chiusa e in attesa di essere restaurata.

#### Chiesa di San Michele Arcangelo e castello di Arischia
Sulla cima del monte soprastante l'abitato di Arischia vi sono i resti della chiesa di san Michele arcangelo (in dialetto arischiese Sant'Agneru). Dell'antica chiesa, ad aula unica, rimangono i muri perimetrali, ad eccezione del lato a settentrione crollato e sprofondato nella valle sottostante. La chiesa nasce su un precedente luogo di culto dedicato all'arcangelo Michele, diffuso nell'amiternino in concomitanza con l'occupazione longobarda. La facciata mantiene ancora elementi dello stucco originario e, nella parte interna, piccole tracce degli affreschi. La morfologia del monte, l'altezza della cima e la presenza di grotte giustificano il culto lì praticato, legato sia alla dimensione celeste che alla natura ctonia (Michele psicopompo) dell'arcangelo.
Viene ipotizzata la presenza castello di Arischia sotto l'attuale chiesa: il luogo di culto infatti poggia su delle strutture preesistenti. L'ipotesi è surrogata anche dalla toponomastica del luogo, l'edificio è immediatamente soprastante il quartiere del borgo chiamato Ju Castejjittu (Il Castelletto), e dalla particolare posizione, che è visibile dagli altri castelli amiternini di Pizzoli, Cesura, Preturo, San Vittorino e Sant'Anza.

#### Convento di San Nicola
Esisteva già dal 1248 e dipendeva dal monastero di Santo Spirito di Ocre. Nel 1303 il Priore di Santo Spirito, con bolla di papa Alessandro IV concesse l'autonomia al convento. Distrutto dal terremoto del 1349, fu ricostruito con finanziamento di Iacobuccio Gaglioffi dell'Aquila. Successivamente appartenne ai padri clareni, ai quali Celestino V aveva concesso l'autonomia dal suo ordine, nel 1460 il monastero passò ai frati minori con intercessione di Pio II e Anton Battista Gaglioffi. Il muro conventuale fu ricostruito nel 1639, e venduto al comune nel 1944, e altre mura vennero restaurate dal 1824 al 1836, e fino al 1880 ospitarono le tombe dei civili di Arischia poiché non esisteva un vero e proprio camposanto.
Il convento sorge fuori Arischia, composto dalla chiesa a pianta rettangolare e dal convento maggiore a pianta quadrangolare. La chiesa ha la facciata barocca, preceduta da un portico con arcate, l'interno è a navata unica, di matrice settecentesca, con un coro ligneo. Il convento è provvisto di un chiostro interno con arcate e pozzo centrale. Ha subito danni durante il terremoto del 2009 ed è in ristrutturazione.

#### Chiesa ed eremo della Madonna delle Piagge
La chiesa viene edificata da maestranze abruzzesi nel XIV sec. sulla strada che da Arischia conduce a L'Aquila ed è dedicata alla Madonna delle Grazie. Dalle visite pastorali si evince che le celebrazioni principali vi si svolgevano durante il mese di maggio e il 2 luglio. La frequentazione della chiesa si interrompe nella prima parte del secolo scorso a causa degli eventi sismici del 1915 e del 1950, che ne compromettono l'agibilità. Nel 1990 si procedette al restauro e alla ricostruzione della cappella in pietra a faccia a vista.
L'edificio mantiene ancora la struttura originaria ed è preceduto da un portico coperto e aperto ad arcata laterizia. L'interno è ad aula unica, completamente spoglia. Gli elementi più antichi ancora presenti risalgono al periodo rinascimentale e consistono nei resti di due altari votivi a mattoni, tipicamente quattro-cinquecenteschi, posti sulla parete absidale e sulla parete di sinistra, (le uniche rimaste in piedi dopo il terremoto del 1950). Gli affreschi che adornavano questi altari sono stati trafugati. Il soffitto è a capriate lignee a vista, mentre sul tetto a capanna svetta un piccolo campanile a vela.
Alla chiesa si affianca quello che doveva essere l'eremo, due piccoli ambienti poveri e spogli posti su due piani.
Uno dei due affreschi trafugati rappresentava la Madonna degli Angeli, più precisamente sul cartiglio presente nell'affresco era scritto in volgare Madonna delli Agneli, tra san Benedetto abate patrono di Arischia, e san Michele Arcangelo, ed è stato sostituito da una riproduzione fotografica.

#### Grancia di san Severo di Arischia
Dedicata a Severo di Pitinum, vescovo di Pitinum e dispensator di Aufinum, o a Severo di Antrodoco, il cui culto si diffonde molto rapidamente nel territorio amiternino, la grancia di san Severo nasce su un precedente luogo di culto equiziano, dipendente dalla vicina abbazia di Arischia. La prima testimonianza della grancia farfense di san Severo risale al 975, anno in cui già è ascritto tra i possedimenti del monastero di Farfa. Alcuni ambienti sono ancora visibili, ma non visitabili a causa dell'avanzato stato di distruzione. La struttura più ampia, di pianta rettangolare, mostra un opus aquilanum nella muratura; molto probabilmente questo locale doveva essere il granicum il magazzino dove deporre le granaglie e l'attigua abitazione. L'altra struttura, ben distinta dalla grancia è la chiesa di san Severo. Un ampio ambiente dove era presente un ciclo di affreschi, oggi perduto. Lo storico francescano Giacinto Marinangeli riuscì a identificare: “iniziando dall'angolo in cornu epistolae: S. Lucia, Madonna con Bambino, altra santa; S. Caterina d'Alessandria, S. Antonio Abbate. Irriconoscibile la figura successiva. Indi un Santo Vescovo e Dottore: forse S. Agostino od anche S. Martino”. La volta è a mattoni con apparecchio a spinapesce, ancora parzialmente in piedi nonostante i terremoti. La grancia di san Severo ha avuto anche una sua importanza nella pianura sottostante e nella gestione dei territori amiternino e pitinate, infatti lo storico Ludovico Antinori trascrive che: “la chiesa di S. Severo in Valle Popera aveva dipendenti le due di S. Lucia in Valle Cupa in Cansatesse, e di S. Martino de Feronibus presso la Maina”. Conteso dai castelli di Arischia e Coppito, san Severo ha conosciuto anche una sua popolazione, della quale un piccolo monumento lapideo ne ricorda i nomi. Nel 1234 san Severo viene donato alla basilica Lateranense e nel 1294 papà Celestino V concede la grancia di san Severo all'abbazia di Santo Spirito al Morrone. Anticamente il 15 febbraio, nella festa del santo, giungevano sul luogo pellegrini provenienti da Arischia, Coppito, Cansatessa e dal quarto di San Pietro di L'Aquila.

#### Chiesa di Sant'Antonio al Cupo
La piccola chiesa di Sant'Antonio Abate nella Valle del Cupo è un classico esempio di architettura religiosa di ambito appenninico. Molto probabilmente la cappella nasce su un luogo di culto preesistente inglobato nella struttura settecentesca, ormai diruta.
La prima testimonianza storica certa che si ha del monumento è una pietra dedicatoria (trafugata negli anni 1970) della quale rimane un'esigua documentazione fotografica. Sull'epigrafe era scritto in lingua volgare: “CHIESOLA DI SANT'ANT(ONIO) ABB(ATE)/ FATTA DI CARITÀ DE/ DIVOTI DEL SANTO/ DELLA PROC(URA) DIC (DETTA) PESC(E) D'A/SCENZO A(NNO) D(OMINI) 1733”. L’iscrizione, sopra tradotta, prevedeva al suo interno anche la riproduzione dello stemma di Arischia, la luna e la stella.
Il complesso consta di due vani: il primo, quasi totalmente distrutto, era adibito a luogo di culto, mentre il secondo ancora in piedi fungeva da rifugio per i pastori e le greggi. I due ambienti disponevano di volte a botte costruite con la pietra locale, delle quali permangono alcuni chiari resti.

#### Le edicole votive di Sant'Antonio Abate e San Vincenzo Ferrer
Ai due estremi dell'abitato, nei quartieri del Colle e della Villa, sono presenti due edicole votive dedicate a sant'Antonio abate e san Vincenzo Ferrer. La loro conformazione ricalca la semplice struttura delle cunnicelle abruzzesi: un unico ambiente all'interno del quale è presente la raffigurazione del santo, osservabile e venerabile attraverso una cancellata sulla facciata. La loro localizzazione suggerisce anche una funzione apotropaica delle stesse, poste a difesa e tutela del borgo.

#### Chiese non più esistenti

##### Chiesa di San Rocco
La chiesa di san Rocco si trovava nell'omonima piazza nel rione della Villa. La chiesa fu fondata nel XVI secolo come ex voto degli arischiesi per non essere stati colpiti dalla peste. La facciata, con un cornicione e una piccola finestra rotonda nella parte superiore, era movimentata da un portale dotato di lunetta decorata e inserito tra due finestre di semplice fattura. Fortemente lesionata dal terremoto del 1950, la chiesa è stata totalmente demolita. Dopo il terremoto del 2009 sulla stessa superficie della vecchia chiesa è stata costruita la chiesa provvisoria del paese.

##### Chiesa dell'Immacolata Concezione
Costruita nel XVI secolo come cappella privata del palazzo baronale Pica-Alfieri, la chiesa era collegata ad esso da un passaggio ipogeo. All'interno della Chiesa vi era l'altare maggiore dell'Immacolata Concezione ed altri altari minori, tra cui quello di san Francesco e sant'Andrea Avellino. Dal XX secolo è adibita ad abitazione privata.

### Architetture civili

#### Palazzo baronale
Il Palazzo baronale è stato a lungo la costruzione più alta di Arischia, da dove era possibile dominare tutto il borgo. Poiché nessun documento in proposito è stato mai trovato, non si conosce il nome dell'architetto, la data precisa di fondazione e le fasi dei successivi ampliamenti, rifiniture e modifiche. Si può affermare però che, già nel primo Cinquecento, il palazzo aveva pressappoco la stessa planimetria e forma. Nel '700 il complesso baronale viene assediato, attaccato e bruciato dalle truppe francesi e, di conseguenza, da questo edificio partì il movimento di cacciata dei contingenti francesi presenti in città.
L'edificio ha una planimetria rettangolare, è aperto verso est dal portale di ingresso e verso ovest dal cortile interno. Diviso in pianterreno e piano nobile: nel pianterreno si concentra l'ingresso monumentale e nelle parti più estreme le stalle, mentre al secondo è collocato l'appartamento residenziale. Sul lato orientale è situata la facciata barocca, movimentata sulla parte superiore da grandi e curvilinee decorazioni. Il palazzo è completato da vani laterali di servizio. I principali spazi, ancora chiaramente identificabili, rimangono i locali residenziali del piano nobile, dove si sono succedute le famiglie nobili Pica, Porcinari, Ros, de Figueroa, Alfieri, Ossorio e, nel tardo Ottocento, le famiglie borghesi Ciavola e Cortelli. Pur se non rimane molto delle decorazioni pittoriche originarie, dagli ultimi restauri sono emersi particolari pittorici che indicano come le pareti dovessero essere completamente affrescate. Il palazzo baronale di Arischia disponeva di un passaggio segreto, un criptoportico che lo univa alla cappella privata dell'Immacolata Concezione.

#### Palazzo del comune vecchio
Il Palazzo del comune vecchio si trova nel rione del Colle e insiste sul vecchio corso del paese, l'attuale via Corso. L'edificio ospitava fino al 1927 il comune di Arischia e, successivamente, per alcuni anni la delegazione comunale. La facciata era animata da un grande portale in pietra sovrastato da un'ampia finestra. Una scalinata in pietra permetteva di salire al piano superiore. Gli ambienti spaziosi del piano rialzato erano illuminati da una serie di finestre in pietra. In seguito agli eventi sismici del 2009 e degli anni successivi il primo piano è stato demolito per motivi di sicurezza e per garantire il transito su via del Corso.

#### Palazzo Piazza
Palazzo Piazza sorgeva sulla piazza di via Largo al Corso. La struttura di impianto quattrocentesco apparteneva alla famiglia Piazza, nobili giunti ad Arischia durante il periodo aragonese. Rimaneggiato in epoca cinquecentesca e riadattato in seguito ai tanti terremoti, l'edificio è stato demolito dopo il sisma del 2009. La residenza era provvista di un ampio giardino con una cisterna in pietra. Il palazzo è stato residenza del dott. Carlo Piazza, delegato scolastico del Regno di Italia.

#### Fonte Tonda
Nella piazza principale di Arischia, l'attuale piazza Don Giovanni D'Eramo, si trova la fonte Tonda (loc. fonte Tonna), una delle prime fontane del paese. Costruita interamente in pietra, prende il nome dalla sua forma rotonda.

#### Fonte degli Archi
Nella pianura sottostante si erge uno dei simboli più importanti del borgo, la fonte degli Archi (loc. Archi 'ella Fonte). La fontana medievale insiste su quella che doveva essere la via Caecilia. Il monumento si compone di tre arcate ognuna provvista di un'ampia vasca. Nella prima arcata c'è la fonte vera e propria con gli stemmi del borgo. Nella sezione centrale invece ancora si vedono i resti di un affresco che doveva ricoprire tutta la parete, il soggetto in questione è la Madonna. Nell'ultima arcata non ci sono elementi interessanti.

#### La Murata del Diavolo
Ai confini meridionali del territorio arischiese vi è una delle più importanti testimonianze archeologiche preromane, la Murata, o Murata del Diavolo o delle Fate. Il nome deriva dai resti di alcune strutture murarie megalitiche, realizzate a secco e senza il ricorso a malta in epoca sabina. Le strutture sono posizionate a quote differenti e sono inserite all'interno di una valle stretta ed erta. I primi studi scientifici sul complesso murario sono stati avanzati dall'architetto Giuseppe Simelli che nel 1810, su incarico dell'Institute de France di Roma, censisce in Abruzzo Ulteriore diversi siti con mura megalitiche tra cui anche la murata di Arischia. Nel 1830 il viaggiatore irlandese Edward Dodwell soggiorna ad Arischia e si interessa alla murata e, successivamente, nel 1843 lo storico Nicola Corcia cita nei suoi studi ben dodici mura ciclopiche e il rinvenimento di un cippo in cui vi era scritto in carattere osco Feinis Sabinorum, parole che fanno ipotizzare un utilizzo cultuale sabino del luogo, un santuario di confine. Nei primi anni del Novecento, gli archeologi Thomas Asby e Nicolò Persichetti studiarono i resti.

#### Altro
È sede del “Museo del Legno” presso il centro visite del Parco Nazionale del Gran Sasso e Monti della Laga.

### Luoghi d'interesse naturalistico
- Pineta di pini rossi sulla strada e pendii che conducono al Passo delle Capannelle;
- a sud della frazione si apre una vasta area montana che tra boschi, cime e radure, attraverso una rete di sentieri e percorsi escursionistici giunge all'Aquila, passando per le montagne di Aragno e Collebrincioni (Monte Stabiata) e con vista della dorsale occidentale-settentrionale del Gran Sasso.

## Società

### Tradizioni e folclore
Ogni anno la seconda domenica di ottobre si tiene la tradizionale "fiera di ottobre" con il palio dei rioni "Renzo Martellucci" giunto alla 30ª edizione.